# ダッシャーゴーゴー
ダッシャーゴーゴー（欧字名:Dasher Go Go、2007年3月22日 - ）は、日本の競走馬。主な勝ち鞍に2010年のセントウルステークス、2011年のオーシャンステークス、CBC賞。
馬名の意味は、「元気のいい人」＋「行く」。

## 戦績

### 2009年
7月26日の小倉のダート1000mの新馬戦。直線抜け出してデビュー戦を飾った。続く小倉2歳ステークスは5番人気ながら1着とはクビ差の2着に健闘した。阪神のオープン特別のききょうステークスは人気に応えて2勝目を飾った。しかし京王杯2歳ステークスは1番人気に推されたものの4着に敗れた。次の朝日杯フューチュリティステークスでは12着惨敗となった。

### 2010年

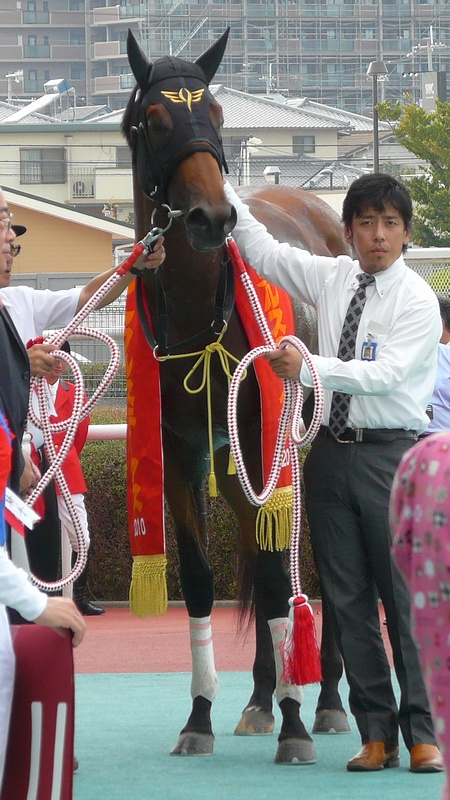

ファルコンステークスは直線伸びを欠き4着。阪神のマーガレットステークスは1番人気を裏切り8着となった。陣営はこの後京都でのCBC賞に出走。古馬相手に直線伸びて2着に健闘した。北九州記念は11着に惨敗するもセントウルステークスでは直線で前を捉えて差しきり重賞初制覇となった。鞍上の川田将雅はかつての師匠である安田隆行の管理馬での初の重賞制覇となった。続くスプリンターズステークスは6番人気で出走。道中は中団最内からレースを進め、直線でも内から脚を伸ばし、ゴール前でウルトラファンタジーをハナ差捉えきれなかったものの2着入線となった。しかし直線で内に斜行し、最内にいたサンカルロの進路を妨害したため、これが審議対象となり4着降着となった。その後、京都での京阪杯に1番人気で出走も10着と惨敗した。

### 2011年

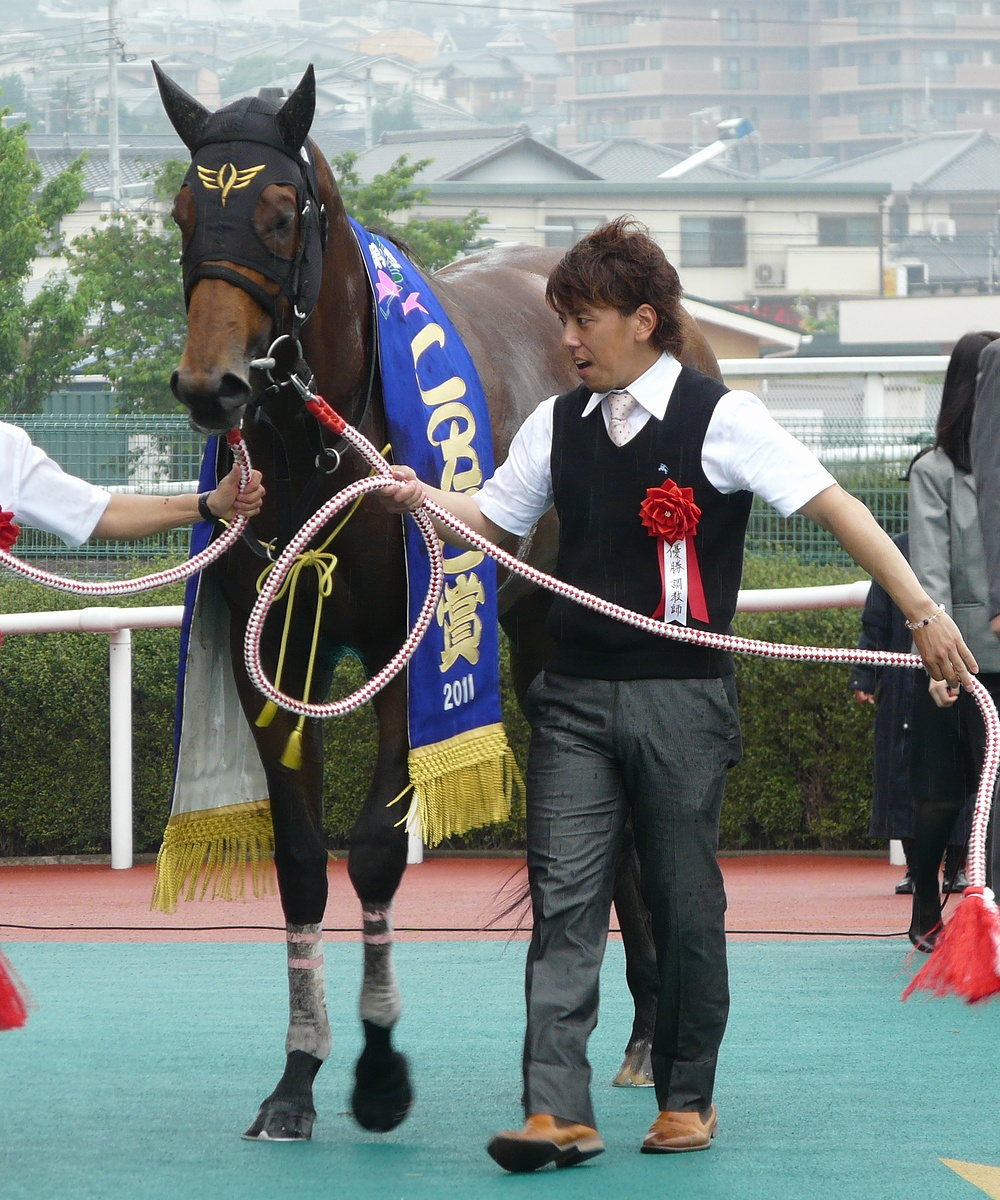

初戦のオーシャンステークスでは5番手からレースを進めると、直線で抜け出し重賞2勝目を飾った。続く高松宮記念では2番手追走から直線で先頭に立つも後続に交わされて4位で入線。しかし3コーナーで内側に斜行してジョーカプチーノの進路を妨害したことにより、審議の結果11着に降着となった。降着制度導入以来2頭目となる、GI競走で2度目の降着となった。高松宮記念の後、2ヶ月間を空けて6月12日のCBC賞に出走、1番人気に応えての重賞3勝目を挙げた。
3ヶ月間を空けて9月11日のセントウルステークスでは中団で脚を溜め直線でエーシンヴァーゴウ、ラッキーナインとの激しい叩き合いとなったが3着。本番のスプリンターズステークスは中団追走も、直線で伸びず11着と惨敗した。11月3日のJBCスプリントでは先団から直線で鋭く伸びラブミーチャン、セイクリムズンとの争いになったがスーニに交わされて3着。

### 2012年
初戦のオーシャンステークスでは先団の4・5番手からレースを進めたが直線で伸び切れず9着に敗れた。高松宮記念では好位の外を追走するが直線で伸びを欠き4着となった。CBC賞は中位から追い上げるが3着。キーンランドカップは3番手からレースを進め直線で競り合いに持ち込んだがハナ差の2着となった。スプリンターズステークスでは道中3番手につけたが直線で伸びず最下位の16着に敗れた。

### 2013年
シルクロードステークス、オーシャンステークスと連続2着の後で高松宮記念へ出走、5着に敗れた。次走ではシンガポールへ遠征し、クリスフライヤーインターナショナルスプリントへ出走。だがゲート内で暴れ、レース中に落鉄するなど順調さを欠き11頭立ての10着に敗れた。9月に右前浅屈腱炎を発症、長期休養に入った。

### 2014年以降
2014年9月のセントウルステークスで約1年4か月ぶりに復帰し14着。続くスプリンターズステークスでは最下位の18着に敗れた。2015年のオーシャンステークス14着を最後に、3月12日付けで競走馬登録を抹消された。引退後は滋賀県の水口乗馬クラブで乗馬となる。

## 競走成績
| 年月日     | 競馬場   | 競走名             | 格   | 頭数 | オッズ （人気） | オッズ （人気） | 着順 | 騎手       | 斤量 [kg] | 距離（馬場）  | タイム （上り3F） | タイム 差 | 勝ち馬/（2着馬）       |
| ---------- | -------- | ------------------ | ---- | ---- | --------------- | --------------- | ---- | ---------- | --------- | ------------- | ----------------- | --------- | ---------------------- |
| 2009.07.26 | 小倉     | 2歳新馬            |      | 10   | 01.6            | （01人）        | 01着 | 川田将雅   | 54        | ダ1000m（不） | 0:59.2 (36.2)     | -0.1      | （エムオーゴールド）   |
| 0000.09.06 | 小倉     | 小倉2歳S           | GIII | 14   | 12.6            | （05人）        | 02着 | 佐藤哲三   | 54        | 芝1200m（良） | 1:09.0 (34.9)     | -0.0      | ジュエルオブナイル     |
| 0000.10.03 | 阪神     | ききょうS          | OP   | 16   | 03.5            | （01人）        | 01着 | 佐藤哲三   | 56        | 芝1400m（良） | 1:22.4 (35.5)     | -0.3      | （ニシノモレッタ）     |
| 0000.11.14 | 東京     | 京王杯2歳S         | GII  | 17   | 03.3            | （01人）        | 04着 | 後藤浩輝   | 55        | 芝1400m（稍） | 1:22.2 (34.9)     | -0.2      | エイシンアポロン       |
| 0000.12.20 | 中山     | 朝日杯FS           | GI   | 16   | 20.9            | （06人）        | 12着 | 佐藤哲三   | 55        | 芝1600m（良） | 1:35.1 (36.3)     | -1.1      | ローズキングダム       |
| 2010.03.20 | 中京     | ファルコンS        | GIII | 18   | 04.9            | （02人）        | 04着 | 和田竜二   | 56        | 芝1200m（良） | 1:09.0 (35.6)     | -0.3      | エーシンホワイティ     |
| 0000.04.03 | 阪神     | マーガレットS      | OP   | 16   | 04.0            | （01人）        | 08着 | 佐藤哲三   | 57        | 芝1400m（良） | 1:21.7 (35.3)     | -0.4      | シゲルモトナリ         |
| 0000.06.13 | 京都     | CBC賞              | GIII | 18   | 13.7            | （07人）        | 02着 | 古川吉洋   | 52        | 芝1200m（稍） | 1:09.0 (34.0)     | -0.1      | ヘッドライナー         |
| 0000.08.15 | 小倉     | 北九州記念         | GIII | 18   | 05.1            | （02人）        | 11着 | 川田将雅   | 54        | 芝1200m（良） | 1:08.0 (35.1)     | -0.9      | メリッサ               |
| 0000.09.12 | 阪神     | セントウルS        | GII  | 15   | 09.6            | （04人）        | 01着 | 川田将雅   | 55        | 芝1200m（良） | 1:08.0 (33.7)     | -0.0      | （グリーンバーディー） |
| 0000.10.03 | 中山     | スプリンターズS    | GI   | 16   | 14.8            | （06人）        | 04降 | 川田将雅   | 55        | 芝1200m（良） | 1:07.4 (34.0)     | -0.0      | ウルトラファンタジー   |
| 0000.11.27 | 京都     | 京阪杯             | GIII | 18   | 02.5            | （01人）        | 10着 | 古川吉洋   | 56        | 芝1200m（良） | 1:08.5 (33.7)     | -0.5      | スプリングソング       |
| 2011.03.05 | 中山     | オーシャンS        | GIII | 16   | 07.0            | （03人）        | 01着 | 川田将雅   | 58        | 芝1200m（良） | 1:07.8 (33.8)     | -0.1      | （キンシャサノキセキ） |
| 0000.03.27 | 阪神     | 高松宮記念         | GI   | 16   | 04.3            | （02人）        | 11降 | 川田将雅   | 57        | 芝1200m（良） | 1:08.2 (34.5)     | -0.3      | キンシャサノキセキ     |
| 0000.06.12 | 阪神     | CBC賞              | GIII | 16   | 03.5            | （01人）        | 01着 | 川田将雅   | 58.5      | 芝1200m（良） | 1:08.1 (33.7)     | -0.1      | （ヘッドライナー）     |
| 0000.09.11 | 阪神     | セントウルS        | GII  | 15   | 02.0            | （01人）        | 03着 | 川田将雅   | 58        | 芝1200m（良） | 1:08.6 (34.1)     | -0.1      | エーシンヴァーゴウ     |
| 0000.10.02 | 中山     | スプリンターズS    | GI   | 15   | 06.4            | （02人）        | 11着 | 川田将雅   | 57        | 芝1200m（良） | 1:08.3 (34.3)     | -0.9      | カレンチャン           |
| 0000.11.03 | 大井     | JBCスプリント      | JpnI | 14   | 06.4            | （04人）        | 03着 | 横山典弘   | 57        | ダ1200m（良） | 1:10.3 (36.1)     | -0.2      | スーニ                 |
| 2012.03.03 | 中山     | オーシャンS        | GIII | 16   | 04.2            | （02人）        | 09着 | 横山典弘   | 56        | 芝1200m（重） | 1:09.8 (36.1)     | -0.6      | ワンカラット           |
| 0000.03.25 | 中京     | 高松宮記念         | GI   | 18   | 15.8            | （06人）        | 04着 | 横山典弘   | 57        | 芝1200m（良） | 1:10.4 (35.4)     | -0.1      | カレンチャン           |
| 0000.07.01 | 中京     | CBC賞              | GIII | 17   | 04.3            | （01人）        | 03着 | 横山典弘   | 59        | 芝1200m（重） | 1:08.9 (34.4)     | -0.2      | マジンプロスパー       |
| 0000.08.26 | 札幌     | キーンランドC      | GIII | 14   | 02.7            | （01人）        | 02着 | 横山典弘   | 56        | 芝1200m（良） | 1:07.6 (33.8)     | -0.0      | パドトロワ             |
| 0000.09.30 | 中山     | スプリンターズS    | GI   | 16   | 12.9            | （06人）        | 16着 | 横山典弘   | 57        | 芝1200m（良） | 1:08.1 (35.3)     | -1.4      | ロードカナロア         |
| 2013.01.27 | 京都     | シルクロードS      | GIII | 16   | 07.1            | （04人）        | 02着 | 川田将雅   | 59        | 芝1200m（良） | 1:08.6 (33.3)     | -0.0      | ドリームバレンチノ     |
| 0000.03.02 | 中山     | オーシャンS        | GIII | 16   | 02.0            | （01人）        | 02着 | 川田将雅   | 56        | 芝1200m（良） | 1:08.6 (35.0)     | -0.1      | サクラゴスペル         |
| 0000.03.24 | 中京     | 高松宮記念         | GI   | 17   | 23.1            | （06人）        | 05着 | 川田将雅   | 57        | 芝1200m（良） | 1:08.5 (33.7)     | -0.4      | ロードカナロア         |
| 0000.05.19 | クランジ | クリスフライヤーIS | G1   | 11   |                 | （04人）        | 10着 | U.リスポリ | 57        | 芝1200m（良） | 1:11.33           | -2.62     | Lucky Nine             |
| 2014.09.14 | 阪神     | セントウルS        | GII  | 15   | 40.8            | （09人）        | 14着 | 川田将雅   | 56        | 芝1200m（良） | 1:08.9 (35.3)     | -1.5      | リトルゲルダ           |
| 0000.10.05 | 新潟     | スプリンターズS    | GI   | 18   | 164.9           | （18人）        | 18着 | 勝浦正樹   | 57        | 芝1200m（良） | 1:09.8 (36.1)     | -1.0      | スノードラゴン         |
| 2015.03.07 | 中山     | オーシャンS        | GIII | 16   | 79.7            | （15人）        | 14着 | 大野拓弥   | 56        | 芝1200m（稍） | 1:09.7 (34.9)     | -1.0      | サクラゴスペル         |

## 血統表
| ダッシャーゴーゴーの血統          | ダッシャーゴーゴーの血統                        | ダッシャーゴーゴーの血統                        | （血統表の出典）                                | （血統表の出典） |
| 父系                              | テスコボーイ系                                  | テスコボーイ系                                  | テスコボーイ系                                  | [ § 2 ]          |
| 父 サクラバクシンオー 1989 鹿毛   | 父の父サクラユタカオー 1982 栗毛                | *テスコボーイ                                   | Princely Gift                                   | Princely Gift    |
| 父 サクラバクシンオー 1989 鹿毛   | 父の父サクラユタカオー 1982 栗毛                | *テスコボーイ                                   | Suncourt                                        |                  |
| 父 サクラバクシンオー 1989 鹿毛   | 父の父サクラユタカオー 1982 栗毛                | アンジェリカ                                    | *ネヴァービート                                 | *ネヴァービート  |
| 父 サクラバクシンオー 1989 鹿毛   | 父の父サクラユタカオー 1982 栗毛                | アンジェリカ                                    | スターハイネス                                  |                  |
| 父 サクラバクシンオー 1989 鹿毛   | 父の母サクラハゴロモ 1984 鹿毛                  | *ノーザンテースト                               | Northern Dancer                                 | Northern Dancer  |
| 父 サクラバクシンオー 1989 鹿毛   | 父の母サクラハゴロモ 1984 鹿毛                  | *ノーザンテースト                               | Lady Victoria                                   |                  |
| 父 サクラバクシンオー 1989 鹿毛   | 父の母サクラハゴロモ 1984 鹿毛                  | *クリアアンバー                                 | Ambiopoise                                      | Ambiopoise       |
| 父 サクラバクシンオー 1989 鹿毛   | 父の母サクラハゴロモ 1984 鹿毛                  | *クリアアンバー                                 | One Clear Cal                                   |                  |
| 母 *ネガノ Negano（加） 1996 栗毛 | 母の父Miswaki 1978 栗毛                         | Mr. Prospector                                  | Raise a Native                                  | Raise a Native   |
| 母 *ネガノ Negano（加） 1996 栗毛 | 母の父Miswaki 1978 栗毛                         | Mr. Prospector                                  | Gold Digger                                     |                  |
| 母 *ネガノ Negano（加） 1996 栗毛 | 母の父Miswaki 1978 栗毛                         | Hopespringseternal                              | Buckpasser                                      | Buckpasser       |
| 母 *ネガノ Negano（加） 1996 栗毛 | 母の父Miswaki 1978 栗毛                         | Hopespringseternal                              | Rose Bower                                      |                  |
| 母 *ネガノ Negano（加） 1996 栗毛 | 母の母Madame Treasurer 1983 鹿毛                | Key to the Mint                                 | Graustark                                       | Graustark        |
| 母 *ネガノ Negano（加） 1996 栗毛 | 母の母Madame Treasurer 1983 鹿毛                | Key to the Mint                                 | Key Bridge                                      |                  |
| 母 *ネガノ Negano（加） 1996 栗毛 | 母の母Madame Treasurer 1983 鹿毛                | Halo Dancer                                     | Halo                                            | Halo             |
| 母 *ネガノ Negano（加） 1996 栗毛 | 母の母Madame Treasurer 1983 鹿毛                | Halo Dancer                                     | Slight Deception                                |                  |
| 母系(F-No.)                       | 18号族(FN:18)                                   | 18号族(FN:18)                                   | 18号族(FN:18)                                   | [ § 3 ]          |
| 5代内の近親交配                   | Northern Dancer4×5=9.38%、Princequillo5×5=6.25% | Northern Dancer4×5=9.38%、Princequillo5×5=6.25% | Northern Dancer4×5=9.38%、Princequillo5×5=6.25% | [ § 4 ]          |
| 出典                              | 1. 2. 3. 4.                                     | 1. 2. 3. 4.                                     | 1. 2. 3. 4.                                     | 1. 2. 3. 4.      |